# Olav Kooij
Olav Kooij   (Numansdorp, 17 d'octubre de 2001) és un ciclista neerlandès, professional des del 2021, quan fitxà per Team Jumbo-Visma.
En el seu palmarès destaca una medalla de bronze Campionat del Món ruta sub-23 de 2021, així com la general al Circuit de La Sarthe de 2022.

## Palmarès
- 2018
  - 1r a la Copa del President de la Vila de Grudziądz i vencedor de 2 etapes
- 2019
  - 1r al Circuit de les 3 províncies
  - 1r a l'Omloop Het Nieuwsblad júnior
  - Vencedor d'una etapa a l'Ster van Zuid-Limburg
  - Vencedor d'una etapa al Tour de l'Eure juniors
  - Vencedor d'una etapa als Tres dies d'Axel
  - Vencedor de 3 etapes al Tour de DMZ
- 2020
  - 1r a l'Umag Trophy
  - 1r al Poreč Trophy
  - 1r al Gran Premi Kranj
  - 1r a l'Orlen Nations Grand Prix i vencedor d'una etapa
  - Vencedor d'una etapa a la Setmana Internacional Coppi i Bartali
- 2021
  - Vencedor de 2 etapes a la Volta a Croàcia
- 2022
  - 1r al Circuit de la Sarthe i vencedor de 2 etapes
  - 1r al ZLM Tour i vencedor de 3 etapes
  - 1r al Sparkassen Münsterland Giro
  - Vencedor d'una etapa a la Volta a Hongria
  - Vencedor d'una etapa a la Volta a Polònia
  - Vencedor de 2 etapes a la Volta a Dinamarca
- 2023
  - 1r a la Fletxa de Heist
  - 1r al ZLM Tour i vendedor d'una etapa
  - Vencedor d'una etapa a la París-Niça
  - Vencedor de 2 etapes als Quatre Dies de Dunkerque
  - Vencedor d'una etapa a la Volta a Polònia
  - Vencedor de 4 etapes a la Volta a la Gran Bretanya
- 2024
  - 1r a l'Clàssica d'Almeria
  - Vencedor d'una etapa a l'UAE Tour
  - Vencedor de 2 etapes a la París-Niça
  - 1r a l'Clàssica d'Almeria
  - Vencedor d'una etapa al Giro d'Itàlia
  - Vencedor de 2 etapes a la Volta a Polònia
  - 1r a la  Bemer Cyclassics
- 2025
  - Vencedor de dues etapes del Tour d'Omán
  - Vencedor d'una etapa de la Tirreno-Adriático
  - Vencedor d'una etapa del Giro d'Itàlia[4]
  - Vencedor d'una etapa de la Volta a Polònia

### Resultats al Giro d'Itàlia
- 2024. no surt a la 10a etapa. Vencedor de l'etapa 9.
- 2025. 149è de la classificació general. Vencedor de les etapes 12 i 21.